# Kasteel van Corcelle
Het Kasteel van Corcelle (Frans: Château de Corcelle) is een kasteel in de Franse gemeente Bourgvilain. Het kasteel is een beschermd historisch monument sinds 1976.